# De Ashi Barai
De Ashi Barai (出足払) es una de las 40 originales técnicas de proyección de Judo desarrolladas por Jigoro Kano. Pertenece al primer grupo de técnicas para derribes (Ashi-waza).

## Ejecución
Teniendo al uke de frente, sujetando el tori con mano derecha la solapa izquierda y mano izquierda la manga derecha del uke; el uke avanza al frente con la pierna derecha, al momento del dar el paso, el tori deber barrer con su pierna izquierda (sin llegar a patear) el pie derecho del uke de tal forma que lo desplace de su trayectoria y lo desequilibre, al mismo tiempo el movimiento de las manos en forma semicircular empujando la mano derecha y jalando la izquierda en conjunto con la cadera para lograr la caída del uke.